# Nationalliga A (1989/1990)
Nationalliga A (1989/1990) – 93. edycja najwyższej piłkarskiej klasy rozgrywkowej w  Szwajcarii. Rozpoczęły się 22 lipca 1989 roku, zakończyły się natomiast 30 maja 1990 roku. W rozgrywkach wzięło udział dwanaście drużyn. Mistrzowski tytuł wywalczyła drużyna Grasshopper Club Zurych. Królem strzelców ligi został Iván Zamorano z FC Sankt Gallen, który zdobył 23 gole.

## Drużyny
| Uczestnicy poprzedniej edycji                                                                                 | Uczestnicy poprzedniej edycji | Uczestnicy poprzedniej edycji | Uczestnicy poprzedniej edycji |
| --- | ----------------------------- | ----------------------------- | ----------------------------- |
| LUZ | FC Luzern                     | 1                             |                               |
| GRA | Grasshopper Club Zurych       | 2                             |                               |
| SIO | FC Sion                       | 3                             |                               |
| WET | FC Wettingen                  | 4                             |                               |
| YBO | BSC Young Boys                | 5                             |                               |
| NEU | Neuchâtel Xamax               | 6                             |                               |
| BEL | AC Bellinzona                 | 7                             |                               |
| SER | Servette FC                   | 8                             |                               |
| LUG | FC Lugano                     | 9                             |                               |
| GAL | FC Sankt Gallen               | 10                            |                               |
| AAR | FC Aarau                      | 11                            |                               |
| LAU | FC Lausanne-Sport             | 12                            |                               |
| Oznaczenia: - kolumna pierwsza – skróty nazw drużyn, - kolumna trzecia – miejsce zajęte w poprzednim sezonie. |                               |                               |                               |

## Sezon zasadniczy

### Tabela
| Lp. | Drużyna                 | M  | Z  | R  | P  | Bramki | Bramki | Różn. | Pkt | Uwagi              |
| --- | ----------------------- | -- | -- | -- | -- | ------ | ------ | ----- | --- | ------------------ |
| 1   | FC Sankt Gallen         | 22 | 9  | 10 | 3  | 40     | 24     | +16   | 28  | Grupa mistrzowska  |
| 2   | Neuchâtel Xamax         | 22 | 11 | 5  | 6  | 38     | 32     | +6    | 27  | Grupa mistrzowska  |
| 3   | Grasshopper Club Zurych | 22 | 9  | 7  | 6  | 31     | 24     | +7    | 25  | Grupa mistrzowska  |
| 4   | FC Luzern               | 22 | 9  | 6  | 7  | 39     | 29     | +10   | 24  | Grupa mistrzowska  |
| 5   | FC Sion                 | 22 | 9  | 5  | 8  | 29     | 31     | −2    | 23  | Grupa mistrzowska  |
| 6   | FC Lausanne-Sport       | 22 | 6  | 10 | 6  | 28     | 27     | +1    | 22  | Grupa mistrzowska  |
| 7   | FC Lugano               | 22 | 8  | 6  | 8  | 36     | 35     | +1    | 22  | Grupa mistrzowska  |
| 8   | BSC Young Boys          | 22 | 7  | 7  | 8  | 29     | 29     | 0     | 21  | Grupa mistrzowska  |
| 9   | Servette FC             | 22 | 7  | 7  | 8  | 34     | 36     | −2    | 21  | Grupa awans/spadek |
| 10  | FC Wettingen            | 22 | 7  | 5  | 10 | 18     | 27     | −9    | 19  | Grupa awans/spadek |
| 11  | FC Aarau                | 22 | 5  | 7  | 10 | 20     | 30     | −10   | 17  | Grupa awans/spadek |
| 12  | AC Bellinzona           | 22 | 5  | 5  | 12 | 31     | 49     | −18   | 15  | Grupa awans/spadek |

## Grupa mistrzowska
| Lp. | Drużyna                 | M  | Z | R | P | Bramki | Bramki | Różn. | Pkt | Uwagi                                   |
| --- | ----------------------- | -- | - | - | - | ------ | ------ | ----- | --- | --------------------------------------- |
| 1   | Grasshopper Club Zurych | 14 | 9 | 0 | 5 | 28     | 15     | +13   | 18  | Puchar Europy • I runda                 |
| 2   | FC Lausanne-Sport       | 14 | 7 | 6 | 1 | 23     | 9      | +14   | 20  | Puchar UEFA • 1/32 finału               |
| 3   | Neuchâtel Xamax         | 14 | 5 | 6 | 3 | 18     | 14     | +4    | 16  | Puchar Zdobywców Pucharów • 1/16 finału |
| 4   | FC Luzern               | 14 | 6 | 4 | 4 | 20     | 22     | −2    | 16  | Puchar UEFA • 1/32 finału               |
| 5   | FC Sankt Gallen         | 14 | 4 | 5 | 5 | 19     | 15     | +4    | 13  |                                         |
| 6   | FC Lugano               | 14 | 4 | 4 | 6 | 11     | 23     | −12   | 12  |                                         |
| 7   | BSC Young Boys          | 14 | 2 | 6 | 6 | 11     | 20     | −9    | 10  |                                         |
| 8   | FC Sion                 | 14 | 1 | 5 | 8 | 10     | 22     | −12   | 7   |                                         |

## Grupa awans/spadek

### Grupa A
| Lp. | Drużyna          | M  | Z | R | P | Bramki | Bramki | Różn. | Pkt | Uwagi |
| --- | ---------------- | -- | - | - | - | ------ | ------ | ----- | --- | ----- |
| 1   | Servette FC      | 14 | 8 | 4 | 2 | 29     | 13     | +16   | 20  |       |
| 2   | FC Zürich        | 14 | 8 | 4 | 2 | 30     | 17     | +13   | 20  |       |
| 3   | FC Basel         | 14 | 6 | 5 | 3 | 27     | 17     | +10   | 17  |       |
| 4   | AC Bellinzona    | 14 | 5 | 5 | 4 | 19     | 16     | +3    | 15  |       |
| 5   | Yverdon-Sport FC | 14 | 3 | 7 | 4 | 14     | 16     | −2    | 13  |       |
| 6   | FC Fribourg      | 14 | 4 | 3 | 7 | 17     | 27     | −10   | 11  |       |
| 7   | FC Chur          | 14 | 3 | 3 | 8 | 9      | 21     | −12   | 9   |       |
| 8   | FC Schaffhausen  | 14 | 2 | 3 | 9 | 15     | 33     | −18   | 7   |       |

### Grupa B
| Lp. | Drużyna       | M  | Z  | R | P | Bramki | Bramki | Różn. | Pkt | Uwagi |
| --- | ------------- | -- | -- | - | - | ------ | ------ | ----- | --- | ----- |
| 1   | FC Aarau      | 14 | 10 | 2 | 2 | 35     | 10     | +25   | 22  |       |
| 2   | FC Wettingen  | 14 | 9  | 4 | 1 | 29     | 9      | +20   | 22  |       |
| 3   | FC Bulle      | 14 | 6  | 5 | 3 | 24     | 18     | +6    | 17  |       |
| 4   | FC Baden      | 14 | 6  | 4 | 4 | 31     | 25     | +6    | 16  |       |
| 5   | FC Locarno    | 14 | 4  | 5 | 5 | 15     | 17     | −2    | 13  |       |
| 6   | FC Grenchen   | 14 | 2  | 5 | 7 | 18     | 28     | −10   | 9   |       |
| 7   | FC Winterthur | 14 | 2  | 3 | 9 | 15     | 38     | −23   | 7   |       |
| 8   | CS Chênois    | 14 | 1  | 4 | 9 | 12     | 34     | −22   | 6   |       |

## Najlepsi strzelcy
23 bramki
- Iván Zamorano (FC Sankt Gallen)

21 bramek
- John Eriksen (FC Luzern)

12 bramek
- Adrian De Vicente (Grasshopper Club Zurych)
- Wilhelmus Gorter (FC Lugano)

11 bramek
- Georges Bregy (FC Lausanne-Sport)
- Giuseppe Manfreda (FC Lugano)
- Ryszard Tarasiewicz (Neuchâtel Xamax)
- Frédéric Chassot (Neuchâtel Xamax)

10 bramek
- Mirsad Baljić (FC Sion)
- Peter Közle (BSC Young Boys)
- Mark Strudal (Grasshopper Club Zurych)
- Stéphane Chapuisat (FC Lausanne-Sport)